# Chrislain Matsima
Chrislain Iris Aurel Matsima (Nanterre, 15 maggio 2002) è un calciatore francese, difensore dell'Augusta e della nazionale francese under-21, di cui è capitano.

## Caratteristiche tecniche
Difensore centrale molto fisico e abile nel gioco aereo, dotato tecnicamente, è bravo negli scontri individuali ed è in possesso di un buon senso della posizione. Per le sue caratteristiche è stato paragonato a John Stones.

## Carriera

### Club
Cresciuto nelle squadre della periferia parigina come Garenne-Colombes e RC France, nel 2017 viene tesserato dal Monaco. Esordisce con la prima squadra del club monegasco il 27 settembre 2020, nella partita di campionato vinta per 3-2 contro lo Strasburgo.

### Nazionale
Ha giocato nelle nazionali giovanili francesi Under-16, Under-17, Under-18, Under-20 ed Under-21.
Nel 2024 ha vinto una medaglia d'argento ai Giochi Olimpici di Parigi.

## Statistiche

### Presenze e reti nei club
Statistiche aggiornate all'11 luglio 2024.
| Stagione        | Squadra         | Campionato      | Campionato | Campionato | Coppe nazionali | Coppe nazionali | Coppe nazionali | Coppe continentali | Coppe continentali | Coppe continentali | Altre coppe | Altre coppe | Altre coppe | Totale | Totale |
| Stagione        | Squadra         | Comp            | Pres       | Reti       | Comp            | Pres            | Reti            | Comp               | Pres               | Reti               | Comp        | Pres        | Reti        | Pres   | Reti   |
| --------------- | --------------- | --------------- | ---------- | ---------- | --------------- | --------------- | --------------- | ------------------ | ------------------ | ------------------ | ----------- | ----------- | ----------- | ------ | ------ |
| 2019-2020       | Monaco 2        | CN2             | 17         | 1          | -               | -               | -               | -                  | -                  | -                  | -           | -           | -           | 17     | 1      |
| 2020-2021       | Monaco          | L1              | 9          | 0          | CF              | 2               | 0               | -                  | -                  | -                  | -           | -           | -           | 11     | 0      |
| 2021-2022       | Monaco          | L1              | 7          | 0          | CF              | 3               | 0               | UEL                | 3                  | 0                  | -           | -           | -           | 13     | 0      |
| 2022-gen. 2023  | Lorient 2       | CN2             | 1          | 0          | -               | -               | -               | -                  | -                  | -                  | -           | -           | -           | 1      | 0      |
| 2022-gen. 2023  | Lorient         | L1              | 6          | 0          | CF              | 1               | 0               | -                  | -                  | -                  | -           | -           | -           | 7      | 0      |
| gen.-giu. 2023  | Monaco          | L1              | 8          | 0          | CF              | -               | -               | UEL                | 2                  | 0                  | -           | -           | -           | 10     | 0      |
| 2023-gen. 2024  | Monaco          | L1              | 6          | 0          | CF              | 1               | 0               | -                  | -                  | -                  | -           | -           | -           | 7      | 0      |
| Totale Monaco   | Totale Monaco   | Totale Monaco   | 30         | 0          |                 | 6               | 0               |                    | 5                  | 0                  |             | -           | -           | 40     | 0      |
| gen.-giu. 2024  | Clermont Foot   | L1              | 14         | 1          | CF              | -               | -               | -                  | -                  | -                  | -           | -           | -           | 14     | 1      |
| Totale carriera | Totale carriera | Totale carriera | 68         | 2          |                 | 7               | 0               |                    | 5                  | 0                  |             | -           | -           | 79     | 2      |